# 松 (姓)
松（しょう）は、漢姓の一つ。

## 中国の姓
2020年の中華人民共和国の統計では人数順の上位100姓に入っておらず、台湾の2018年の統計では251番目に多い姓で、1,039人がいる。

### 郡望
- 東莞郡：漢の頃は城陽郡と呼ばれ、司馬炎泰始元年に東莞郡となった（現在の山東省沂水県、莒県一帯）。

### 著名な人物
- 松冕-明の官員。

## 朝鮮の姓
松（しょう、ソン、朝: 송）、朝鮮人の姓の一つである。2015年の韓国の国勢調査による人口は18人。

### 氏族
| 氏族（地域） | 創始者                                                       | 割合 (%) （2000年） |
| ------------ | ------------------------------------------------------------ | ------------------- |
| 和順松氏     | 日本で孤児だったが、1946年に帰還船に乗って釜山に渡った松吉晩 |                     |